# Villeneuve-du-Paréage
Villeneuve-du-Paréage é uma comuna francesa na região administrativa de Occitânia, no departamento de Ariège. Estende-se por uma área de 11,47 km². Em 2010 a comuna tinha 781 habitantes (densidade: 68,1 hab./km²).